# Lista över Sveriges äldsta idrottstävlingar
Detta är en lista över Sveriges äldsta idrottstävlingar.
Sveriges första officiella idrottstävling ägde rum i Falun 1792. 1884 genomfördes landets första skidtävling, senare kallat Nordenskiöldsloppet, i Jokkmokk. Det anordnas på nytt sedan 2016. Cykeltävlingen Mälaren runt har arrangerats sedan 1892, men med flera långa avbrott och av olika arrangörer.
Det första terrängloppet, IF Sleipners terräng, anordnades för första gången 1901 och upphörde inte förrän vid mitten av 1990-talet.
I denna lista ingår tävlingar med mer än hundraårig verifierad historik, som genomförts av samma arrangör och/eller genomförts i obruten följd.

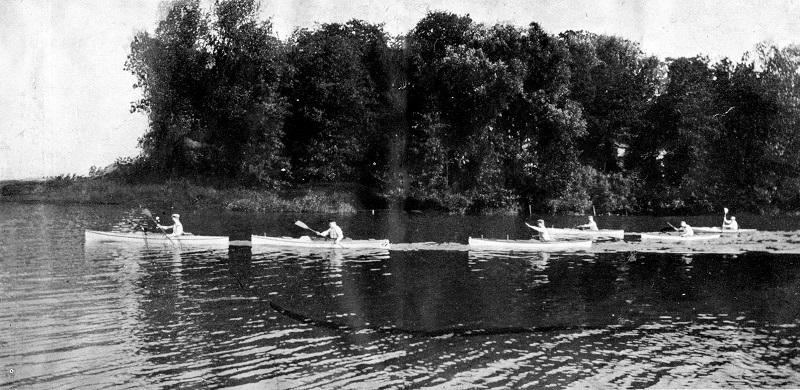
Djurgårdsloppet "(Djurgården rundt)" äger rum sedan 1902. Bilden är från 1907 års tävling

| Första tävling | Nuvarande namn            | Arrangör                                                                       | Idrott             | Kommentar                                                     |
| -------------- | ------------------------- | ------------------------------------------------------------------------------ | ------------------ | ------------------------------------------------------------- |
| 1898           | Kungsbackaloppet          | IF Rigor och Centralföreningen för Gymnastik- och Idrottssällskapen i Göteborg | Långdistanslöpning | Obruten följd sedan första tävlingen                          |
| 1902           | Djurgårdsloppet           | Föreningen för Kanot-Idrott                                                    | Paddling           | Samma sträckning genom åren: 9 km runt Djurgården i Stockholm |
| 1908           | Stewarts Challenge Cup    | Göteborgs GK                                                                   | Golf               |                                                               |
| 1909           | Skandisloppet             | Upsala Cykelklubb                                                              | Cykling            | Obruten följd sedan första tävlingen                          |
| 1910           | Mästerskap i värjfäktning | Försvarsmakten                                                                 | Värjfäktning       | Obruten följd sedan första tävlingen                          |